# Tachydromia sericea
Tachydromia sericea är en tvåvingeart som först beskrevs av Macquart 1823.  Tachydromia sericea ingår i släktet Tachydromia och familjen puckeldansflugor.
Artens utbredningsområde är Frankrike. Inga underarter finns listade i Catalogue of Life.